# Nuoto ai campionati europei di nuoto 2014 - Staffetta 4x200 metri stile libero maschile
La staffetta 4x200 m stile libero maschile degli Europei 2014 si è svolta il 23 agosto 2014. Le batterie si sono svolte la mattina, mentre la finale si è svolta la sera dello stesso giorno.

## Medaglie
| Posizione | Oro                                                         | Argento | Bronzo                                                                         |
| --------- | ----------------------------------------------------------- | --- | ------------------------------------------------------------------------------ |
| Paese     | Germania                                                    | Russia | Belgio                                                                         |
| Atleti    | Robin Backhaus Yannick Lebherz Clemens Rapp Paul Biedermann | Artem Lobuzov Dmitry Ermakov Alexander Krasnykh Aleksandr Suchorukov Nikita Lobintsev* Viacheslav Andrusenko* | Louis Croenen Glenn Surgeloose Emmanuel Vanluchene Pieter Timmers Ken Cortens* |

## Record
Prima della manifestazione il record del mondo (RM) e il record europeo (EU) erano i seguenti.
| Record mondiale       | 6'58"55 | Stati Uniti | 31 luglio 2009 Roma, Italia       |
| Record europeo        | 6'59"15 | Russia      | 31 luglio 2009 Roma, Italia       |
| Record dei campionati | 7'06"51 | Russia      | 14 agosto 2010 Budapest, Ungheria |

Durante la competizione non sono stati migliorati record.

## Risultati

### Batterie
| Pos. | Batteria | Corsia | Nazione     | Atleti | Tempo   | Note |
| ---- | -------- | ------ | ----------- | --- | ------- | ---- |
| 1    | 2        | 7      | Germania    | Robin Backhaus (1'47"76) Yannick Lebherz (1'47"67) Clemens Rapp (1'47"75) Paul Biedermann (1'47"08)                          | 7'10"26 | Q    |
| 2    | 2        | 1      | Russia      | Nikita Lobintsev (1'48"50) Alexander Krasnykh (1'47"36) Dmitry Ermakov (1'46"86) Viacheslav Andrusenko (1'48"65)             | 7'11"37 | Q    |
| 3    | 1        | 1      | Paesi Bassi | Ferry Weertman (1'50"19) Dion Dreesens (1'47"74) Joost Reijns (1'49"82) Sebastiaan Verschuren (1'47"77)                      | 7'15"52 | Q    |
| 4    | 1        | 3      | Italia      | Federico Turrini (1'50"13) Marco Belotti (1'49"39) Damiano Lestingi (1'47"96) Gabriele Detti (1'48"29)                       | 7'15"77 | Q    |
| 5    | 2        | 4      | Spagna      | Eduardo Solaeche Gomez (1'50"13) Albert Puig Garrich (1'49"05) Martin Martin Victor M (1'48"36) Miguel Duran Navia (1'48"57) | 7'16"11 | Q    |
| 6    | 1        | 7      | Belgio      | Ken Cortens (1'51"21) Glenn Surgeloose (1'48"49) Emmanuel Vanluchene (1'49"42) Pieter Timmers (1'47"21)                      | 7'16"33 | Q    |
| 7    | 2        | 5      | Francia     | Theo Fuchs (1'50"39) Lorys Bourelly (1'48"60) Clément Mignon (1'49"06) Grégory Mallet (1'48"49)                              | 7'16"54 | Q    |
| 8    | 2        | 3      | Polonia     | Jan Świtkowski (1'50"57) Kacper Majchrzak (1'48"79) Pawel Werner (1'50"63) Dawid Zielinski (1'49"11)                         | 7'19"10 | Q    |
| 9    | 2        | 2      | Svezia      | Mattias Carlsson (1'50"72) Oscar Ekstroem (1'49"31) Simon Sjoedin (1'49"48) Adam Paulsson (1'50"58)                          | 7'20"09 |      |
| 10   | 1        | 2      | Austria     | David Brandl (1'49"83) Christian Scheruebl (1'49"79) Felix Auboeck (1'49"41) Jakub Maly (1'51"44)                            | 7'20"47 |      |
| 11   | 1        | 8      | Danimarca   | Anders Lie (1'48"63) Viktor Bromer (1'51"06) Anton Oerskov Ipsen (1'51"02) Daniel Skaaning (1'50"82)                         | 7'21"53 |      |
| 12   | 2        | 8      | Svizzera    | Jean-Baptiste Febo (1'50"33) David Raphael Karasek (1'51"45) Alexandre Haldemann (1'50"97) Nico Van Duijn (1'51"65)          | 7'24"40 |      |
| 13   | 1        | 5      | Rep. Ceca   | Jan Micka (1'52"53) Tomas Havranek (1'51"96) Martin Verner (1'52"63) David Kuncar (1'51"09)                                  | 7'28"21 |      |
| 14   | 2        | 6      | Ucraina     | Anton Goncharov (1'51"41) Maxym Shemberyev (1'54"30) Sergiy Frolov (1'51"57) Sergiy Varvaruk (1'52"63)                       | 7'29"91 |      |
| 15   | 1        | 6      | Lussemburgo | Pit Brandenburger (1'51"89) Jean Francois Schneiders (1'52"93) Julien Henx (1'55"83) Raphael Stacchiotti (1'52"34)           | 7'32"99 |      |
| 16   | 1        | 4      | Turchia     | Doga Celik (1'56"93) Nezir Karap (1'53"69) Alpkan Ornek (1'52"74) Ediz Yildirimer (1'53"72)                                  | 7'37"08 |      |

### Finale
| Pos. | Corsia | Nazione     | Atleti | Tempo   | Note |
| ---- | ------ | ----------- | --- | ------- | ---- |
|      | 4      | Germania    | Robin Backhaus (1'48"52) Yannick Lebherz (1'48"73) Clemens Rapp (1'46"80) Paul Biedermann (1'44"95)                        | 7'09"00 |      |
|      | 5      | Russia      | Artem Lobuzov (1'48"18) Dmitry Ermakov (1'47"90) Alexander Krasnykh (1'47"19) Alexander Sukhorukov (1'47"02)               | 7'10"29 |      |
|      | 7      | Belgio      | Louis Croenen (1'48"41) Glenn Surgeloose (1'48"56) Emmanuel Vanluchene (1'48"25) Pieter Timmers (1'45"17)                  | 7'10"39 |      |
| 4    | 1      | Francia     | Jérémy Stravius (1'47"62) Yannick Agnel (1'46"06) Lorys Bourelly (1'49"38) Clément Mignon (1'47"75)                        | 7'10"81 |      |
| 5    | 3      | Paesi Bassi | Dion Dreesens (1'48"10) Ferry Weertman (1'47"65) Joost Reijns (1'49"13) Sebastiaan Verschuren (1'46"71)                    | 7'11"59 |      |
| 6    | 6      | Italia      | Andrea Mitchell D'Arrigo (1'48"22) Damiano Lestingi (1'48"28) Gabriele Detti (1'48"62) Filippo Magnini (1'47"12)           | 7'12"24 |      |
| 7    | 2      | Spagna      | Albert Puig Garrich (1'49"36) Miguel Duran Navia (1'48"08) Martin Martin Victor (1'48"29) Eduardo Solaeche Gomez (1'50"07) | 7'15"80 |      |
| 8    | 8      | Polonia     | Paweł Korzeniowski (1'47"40) Kacper Majchrzak (1'49"49) Jan Świtkowski (1'49"39) Dawid Zielinski (1'49"72)                 | 7'16"00 |      |